# Neomixis viridis
Neomixis viridis là một loài chim trong họ Cisticolidae.